# Martin Havik
Martin Havik (De Koog, 15 dicembre 1955) è un ex ciclista su strada e pistard olandese, professionista dal settembre 1977 al 1984. Fu terzo alla Parigi-Bruxelles 1979 e nella prova di mezzofondo ai campionati del mondo 1983.

## Palmarès
- 1974 (dilettanti)

Campionati olandesi, Prova in linea Juniores
- 1977 (dilettanti)

1ª tappa Giro della Bassa Sassonia (Hildesheim > Bad Lauterberg im Harz)
- 1979 (TI-Raleigh, una vittoria)

3ª tappa Quatre Jours de Dunkerque (San Quintino > Saint-Amand-les-Eaux)
- 1981 (Boule d'Or, una vittoria)

6ª tappa Vuelta a Andalucía (El Ejido > Roquetas de Mar)

### Altri successi
- 1977 (dilettanti)

Omloop van de Braakman

## Piazzamenti

### Grandi Giri
- Giro d'Italia

1984: 129º
- Vuelta a España

1980: fuori tempo massimo (15ª tappa)
1984: ritirato (11ª tappa)

### Classiche monumento
- Parigi-Roubaix

1979: 23º
1980: 25º
- Giro delle Fiandre

1980: 42º

### Competizioni mondiali
- Campionati del mondo su strada

Nürburg 1978 - In linea Professionisti: ritirato
- Campionati del mondo su pista

Leicester 1982 - Mezzofondo Professionisti: 4º
Zurigo 1983 - Mezzofondo Professionisti: 3º